# Schaapsdries
De Schaapsdries is een heuvel in het Heuvelland in het zuiden van de Nederlandse provincie Limburg, gelegen ten noorden van Etenaken en ten zuiden van Ransdaal. De heuvel, die eigenlijk een uitloper is van het Plateau van Ubachsberg, heeft een hoogte van 166,3 meter boven NAP.

## Topografie
De Schaapsdries vormt het meest noordwestelijke uiteinde van het plateau, aan de rand van de laagten van het Ransdalerveld in het noorden en het Geuldal in het westen. Ten zuiden van de heuveltop heeft het Droogdal van Colmont zich diep in het plateau gesneden. Daardoor kijkt de top van de heuvel uit over drie verschillende laagten. In het oosten sluit de heuvel aan op de Vrakelberg. Het zuidelijk deel van de heuvel heet Fromberg en wordt vaak als aparte heuvel gezien. Het hoogteverschil tussen de top van de Schaapsdries en de voet in het Geuldal bedraagt circa 85 meter.

## Wielrennen
Vanuit het Ransdalerveld zijn er twee matig steile maar langgerekte hellingen (Achtbundersweg en Scheumerweg) met een hellingspercentage van circa 9%. Als beklimming in de wielersport zijn deze minder bekend dan de Fromberg en de Vrakelberg; de Scheumerweg wordt in de wielerklassieker de Amstel Gold Race echter wel tweemaal afgedaald.

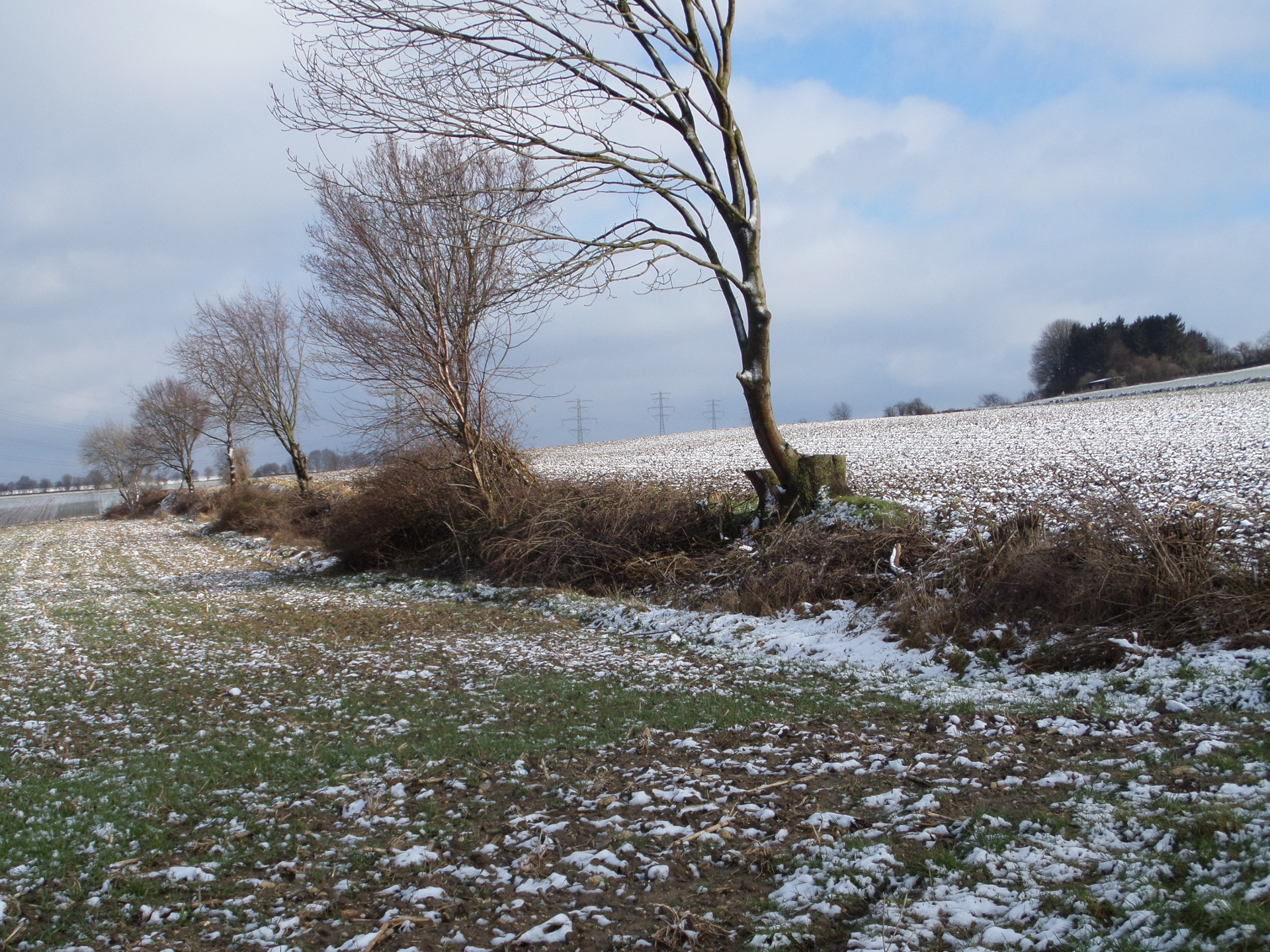
Graft op de helling van de Schaapsdries